# Возный, Сергей Александрович
Сергей Александрович Возный (укр. Сергій Олександрович Возний; род. 9 мая 1978, Горщик) — украинский политик, общественный деятель, предприниматель, экс-глава Киево-Святошинской РГА, председатель общественной организации «Объединение внештатных инспекторов архитектурно-строительного контроля»; кандидат наук по государственному управлению, доктор философии.

## Образование
В 1995 году окончил Горщиковскую среднюю общеобразовательную школу I—III ступеней.
В 1997 году — Киевское медицинское училище № 3.
В 2005 году — Национальный технический университет Украины (КПИ) по специальности «Разработка месторождений полезных ископаемых», квалификация — горный инженер.
В 2007 году — Киевский славистический университет по специальности «Административный менеджмент», квалификация — менеджер по административная деятельность.
В 2011 году — Национальную академию государственного управления при Президенте Украины по специальности «Государственное управление», квалификация — магистр государственного управления. Ученое звание: кандидат наук по государственному управлению, доктор философии.
В 2013 году — Киевский национальный университет строительства и архитектуры по специальности «Автоматизированное управление технологическими процессами», квалификация — специалист по автоматизированному управлению технологическими процессами.
В 2017 году — Национальную академию внутренних дел Украины по специальности «Право», магистр.

## Карьера
По окончании медучилища с января 1998 по апрель 1999 — массажист в Территориальном центре медико-социальной помощи, социального обслуживания пенсионеров и одиноких нетрудоспособных граждан Старокиевского района Киева.
С февраля 2000 по ноябрь 2005 — заместитель главы cекретариата Политической партии малого и среднего бизнеса Украины.
С ноября 2005 по сентябрь 2006 — занимался предпринимательской и общественной деятельностью.
С апреля 2008 по июль 2008 — заместитель директора по развитию перспективных направлений работы ГП «Энергоэффективность».
С июля 2008 по ноябрь 2009 — директор ГП «Учебно-экспертный центр НАЭР».
С ноября 2009 по февраль 2010 — первый заместитель директора ГП "Научно-исследовательское производственно-техническое агентство «Стратегия регионального развития».
С февраля 2010 по апрель 2014 — директор ГП «Центр строительного и энергоэффективного инжиниринга».
С ноября 2010 по октябрь 2015 — депутат IV созыва Вышгородского районного совета Киевской области.
С апреля 2014 по октябрь 2014 — председатель Киево-Святошинской районной государственной администрации Киевской области.
Присвоено 5 ранг государственного служащего.
С сентября 2015 по апрель 2018 — исполнительный директор ООО «Екоенергопром».
С октября 2015 по 2020 год — депутат VII созыва Киево-Святошинского районного совета Киевской области. Беспартийный.
С мая 2018 — заместитель директора, начальник юридического отдела ООО «Энергоэкосервис». Беспартийный.
С августа 2017 по май 2019 — ФОП.
С мая 2018 по ноябрь 2019 год — заместитель директора — начальник юридического отдела ООО «Енергоекосервис».
В 2019 году баллотировался в народные депутаты по 95 избирательному округу.
12 июля 2023 года получил награду от Митрополита Киевского и всея Украины Орден святого великомученика Юрия Победителя.
26 сентября 2023 года награждён Орденом Золотого Креста Митрополитом Киевским и всей Украины Всеблаженнейшим Епифанием.

### Награды
- Почетная грамота Национального агентства по вопросам эффективного использования энергетических ресурсов.
- Почетная грамота Вышгородского районного совета.
- Почетная грамота Министерства регионального развития, строительства и жилищно-коммунального хозяйства Украины.
- Орден святого великомученика Юрия Победителя.
- Орден Золотий Хрест за поддержку украинской армии в борьбе с агрессивным вражеским вторжением российской федерации и поддержку Православной Церкви Украины.

## Конфликты
В 2018 году стал участником скандала вокруг регионального телеканала «Правда тут», который, согласно заявлениям в СМИ, подвергся рейдерскому захвату. При этом С. Возный, будучи главным спонсором «ПравдаТут» на протяжении нескольких лет, заявил, что совладелец канала Иван Гришин причастен к незаконному изменению состава учредителей «ПравдаТут», а также обвинил его в растрате средств, выделенных на "подъем спутника через «Укркосмос», в результате чего в 2019-м С. Возный заявил о разрыве деловых отношений.